# トリプルH
トリプルH（Triple H、本名：Paul Michael Levesque、1969年7月27日 - ）は、アメリカ合衆国のプロレスラー。ニューハンプシャー州ナシュア出身。WWEのグローバル･タレント育成最高執行役員および戦略部門最高執行役員。
ハンター・ハースト・ヘルムスリー（Hunter Hearst Helmsley）が正式なリングネームだが、頭文字をとってトリプルHと略して表記、呼称される（J SPORTSのWWE系番組の字幕では、一行あたりの文字数制限のためHHHと表記されている）。公式プロフィールではコネチカット州グリニッジ出身。グリニッジは富裕層が多く住む町として知られており、似非貴族ギミック時代の名残である。
D-Generation X後期、2000年夏頃、2002年前半（大腿四頭筋断裂による長期欠場から復帰した直後）などの一時期を除いては、一貫してヒールのレスラーであり、ヒールにとっては勲章ともいえる観客から浴びるブーイングは他のレスラーと比べ物にならないほど多かった（そしてまた、その裏に込められた賞賛の意も）。レスラーとしての実力も彼のファンから絶賛されリック・フレアーの後継者を自称しており、特に相手の技を受けた時の動き（受身）にはついては「芸術」とも一部ファンから評されている。
ニックネームは「残忍な知能犯 or 知的な暗殺者 (Cerebral Assassin)」「ザ・ゲーム (The Game)」「王者の中の王者 (The King of Kings)」など。

## 来歴

### 初期
1986年に高校 (Nashua High School) 卒業後、地元のスポーツジムにトレーナーとして就職。共同マネージャーにまで出世する一方、14歳から始めたボディビルディングに努め、1988年にはアマチュア・ボディビルディングのタイトルである「ティーンエイジ・ミスター・ニューハンプシャー」を獲得した。
1992年からキラー・コワルスキーのもとで修行。プロレスのトレーニングを開始して3週間後の同年3月、コワルスキー主宰のインディー団体IWFでテラ・ライジング (Terra Ryzing) のリングネームでデビューし、半年後には同団体の王座を獲得した。
1994年からはWCWに所属。登場当初はIWF時代と同じくテラ・ライジングの名義でリングに上がっていた。その後、没落したフランス貴族の末裔と称し、リングネームをジャン＝ポール・レヴェック (Jean-Paul Levesque) と改名。英国貴族を称する"ロード" スティーブン・リーガル（現ウィリアム・リーガル）の子分となってタッグチームを結成し、ヒールのポジションで頭角を現した。なお、フランス貴族のキャラクターは、彼の本名 "Levesque" がフランス系の名前だったことに起因している。
同年12月には年間最大のPPV『スターケード』に出場し、第2試合でアレックス・ライトとのシングルマッチが組まれた。また、リーガルとのコンビでWCWタッグ王者となる路線も用意されるなど、WCWでの出世の道も開かれつつあったが、WWF（現:WWE）のトライアウトを受けて合格し、翌1995年からWWFに移籍した。

### WWF / 1995年 - 2001年

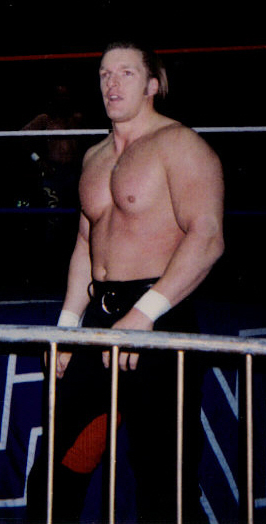
ハンター・ハースト・ヘルムスリー（1996年頃）

WWFでは1995年4月末、コネチカット州の似非貴族のギミックでデビュー（4月30日放送のWWF Wrestling Challengeにてバック・ズモフに勝利）。リングネームもハンター・ハースト・ヘルムスリー (Hunter Hearst Helmsley) に改名した。当初はアーカンソーの養豚農夫をギミックにしていたヘンリー・O・ゴッドウィンと抗争を展開。試合中に豚の餌を頭からぶちまけられたり、会場内に特設された豚小屋で戦ったりと、現在では考えられないような汚れ役を演じていた。翌年のWrestleMania XIIではアルティメット・ウォリアーの対戦相手としてレッスルマニア初出場。バックステージではクリックのメンバーとなり、5月19日のカーテンコール (Curtain Call) と呼ばれる事件をきっかけにマネージメントの怒りを買ったが、10月21日にはマーク・メロを破って初のIC王座を獲得。1997年、キング・オブ・ザ・リングでの優勝後、ショーン・マイケルズ、チャイナと共にD-ジェネレーションX（略称DX）を結成、トップレスラーの仲間入りを果たした。略称のトリプルHの呼称を使うようになったのもこの頃からである。
1998年、WrestleMania XIV後、腰の負傷のためリングから離れなければならなくなったマイケルズに代わり、彼を追い出しリーダーとなって第二期DXを結成（構成メンバーはチャイナ、Xパック、ビリー・ガン、ロード・ドッグ）。その後、DXは次第にベビーフェイス的人気を得るようになったが、トリプルH自身はDXを裏切り1999年にヒール転向、WWF世界ヘビー級王座戦線に参入してザ・ロックらとの抗争に入る。8月23日にはマンカインドを下しWWF世界ヘビー級王座を初戴冠。WWF社長ビンス・マクマホンと抗争を開始し、彼に王座を奪われるも王座決定戦を制し奪回に成功。11月14日"ビッグ・ショー" ポール・ワイトによって再び王座から陥落するが、11月29日、まだ清純派役だったステファニー・マクマホンとストーリー上強引に結婚し、ビンスとの遺恨をさらに深める。翌月ステファニーが父を裏切りトリプルHと組んだことで、いわゆる「性悪夫婦」が誕生しWWFにおける支配体制を確立した。2000年1月ビッグ・ショーを下し王座を奪回、2月にはカクタス・ジャックとしてのフォーリーをハードコア戦で激闘の末退け防衛、WrestleMania 2000のメインイベントでもWWF女子王者となったステファニーと共にロック、フォーリー、ビッグ・ショーの３人を相手に王座を守り切った。その後もプッシュの勢いは止まらず王座を巡りロック、更には妻ステファニーの『不倫相手』カート・アングルと激しい抗争を展開、9月からはもう一人のWWFの絶対のヒーロー、ストーン・コールド・スティーブ・オースチンとの抗争を繰り広げ、2001年のスリー・ステージ・オブ・ヘル戦ではWWE史に残る名勝負を演じた。WrestleMania X-Sevenでは前年5月以来の因縁を引きずるジ・アンダーテイカーに挑戦して敗れるも、これは名勝負揃いの同大会中でも出色の強い試合であった。完全にWWFの顔役となり全てがうまく行っているかに見えたが、5月21日のRAWにてオースチンとのタッグでクリス・ベノワ＆クリス・ジェリコ組を相手にタッグ王座の防衛戦中、左脚の大腿四頭筋を断裂する重傷を負い、長期欠場を余儀なくされる。

### 2002年 - 2006年

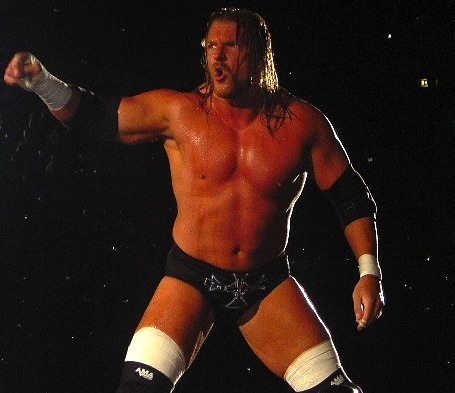
入場時にコーナーに上り、観客にアピールするトリプルH

2002年1月、ロイヤルランブルのロイヤルランブル戦で復帰、優勝を果たしWrestleMania X8での王座挑戦権を獲得。2月にはステファニーと『離婚』し、レッスルマニアでは彼女と組んだクリス・ジェリコを下してWWF統一ヘビー級王座を獲得。同年のブランド分割時には王者であったためどちらの番組にも属さず、7月にショーン・マイケルズの誘いでRAWを選択する。後日、マイケルズからDXの再結成を持ちかけられるが、突如彼に襲い掛かると絶縁を宣言、サマースラムではマイケルズの復帰戦の相手を務めた。翌日のRAWでアンダーテイカーを下しWWE王座への第一挑戦者権を獲得したが、WWE王座がスマックダウンの管轄になったために、9月2日エリック・ビショフからWCW王座の系譜を汲む新設の世界ヘビー級王座初代王者に認定される。以降は同王座戦線の絶対的な主役として「負けそうで絶対に負けない王者」として君臨する。
2003年、リック・フレアー、バティスタ、ランディ・オートンと共にヒールのユニットとして自らの派閥エボリューションを結成。しかし若手の2人（バティスタはトリプルHよりも年上ではあるが、プロレスラーデビューが30代に入ってからと遅く、この時点でWWEに所属してまだ3年目だった）が相次いで怪我で長期欠場したため、すぐにフレアーと2人で行動することになった。引き続きRAWでの中心的キャラクターであり続けたが、この時期はトリプルHのファン達からは不遇の時期ととられている。この頃抗争したスコット・スタイナー、ケビン・ナッシュやゴールドバーグ等元WCWのメインイベンターたちは、タイプ的には不器用な選手が多く、彼の技術をもってしても名勝負は生まれず（彼の技術はエディ・ゲレロやマイケルズのように相手を立てる形で一人で試合を構築できるほど偉大ではなかった）アンフォーギヴェンでゴールドバーグに王座を奪取されるが、バティスタとオートンの復帰と時を同じくしてアルマゲドンのトリプルスレット戦で再び王座に就く。
2004年、ショーン・マイケルズとの抗争が復活し、さらにWrestleMania XXでクリス・ベノワに敗れて王座を手放してからはベノワとも抗争を開始。しかしマイケルズと争って王座を自分の手で取り返す前にサマースラムでエボリューションのメンバーのオートンがベノワに勝利し王座戴冠となる。このことからオートンに嫉妬し王座奪取記念の祝賀会で、バティスタとフレアー同意のうえでオートンを裏切り暴行、エボリューションから追放する。以降はエボリューションとオートン、ベノワ、ジェリコ等ベビーのスーパースター軍との抗争がRAWのメインストーリーとなる。
2005年2月4日（米国での放送は2月7日）に開催されたWWE初の日本でのテレビショーROAD TO WRESTLEMANIA 21 JAPAN TOUR・さいたまスーパーアリーナ大会で、エッジとの世界ヘビー級選手権試合としてメインイベンターを務め勝利。試合後、「お前達（ファン）がWWEだ」というメッセージを残し、大会を締めた。そのさいたま大会の直前に行われたロイヤルランブル2005フレズノ大会で優勝し着実に実力を付けているバティスタを脅威に感じ、さいたま大会後、SmackDown!へ移籍させようと画策したが、それに気づいたバティスタに欺かれWrestleMania 21ハリウッド大会で対戦、敗れる。WrestleMania 21でバティスタに王座を奪われた後もバックラッシュ、ヴェンジャンスで再挑戦するがいずれも敗北。以降、疲労から長期休養に入り、またフレアーもベビーターンしたためエボリューションは消滅した。10月のWWEホームカミングにてフレアーとのタッグで復帰。しかしすぐさま盟友フレアーに背信行為を働き、抗争を開始。タブー・チューズデイで敗れたが、翌月に行われたサバイバー・シリーズでのラストマン・スタンディング・マッチでは勝利を収める。ニュー・イヤーズ・レボリューションでビッグ・ショーに勝利した後、RAWで数週間にわたって開催されたWWE王座挑戦者決定トーナメントで優勝しWrestleMania 22でジョン・シナと対戦するが敗れる。その後、バックラッシュでシナ、エッジとのトリプルスレット戦で再挑戦したが、ここでも敗れた。

### DX再結成

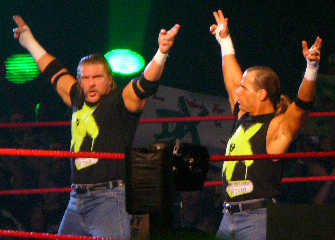
DX（2006年10月、左）

WrestleMania 22でのシナとの王座戦ではD-Generation Xのポーズ（DXチョップ）を取り、同大会でビンス・マクマホンと対戦したショーン・マイケルズもDXチョップを行ったため、第三期D-Generation X結成の噂が流れた。WrestleMania 22以降のRAWでもマイケルズと抗争しているビンスとの確執ストーリーが見え始め、特別レフェリーを命じられた試合でレフェリーを放棄し、その後マイケルズが代理のレフェリーとして登場する等数々の伏線が張られた後、ヴェンジャンスでついに第三期D-Generation Xが結成された。
復活後は再結成の発端となったビンスに標的を定め、ビンスの息子のシェイン・マクマホン、スピリット応援団、さらにビンスがECWから呼び寄せたECW世界王者のビッグ・ショーとの抗争を開始。サマースラムでビンス親子との直接対決で勝利し、続くアンフォーギヴェンで史上初となるハンディキャップ形式ヘル・イン・ア・セルでビンス親子＆ビッグ・ショーとの2対3の苦しい戦いを強いられたが、流血戦の末にビンスをピンフォールし、抗争は決着した。
その後、10月2日のRAWでWWE王者ジョン・シナ対エッジの王座戦に乱入し妨害したことでエッジが激怒。「DXを排除する」という共通目的の下結託したエッジ＆ランディ・オートンの新タッグ「Rated-RKO」との抗争に突入した。サイバー・サンデーではエボリューション時代に共謀していた元RAWGMのビショフがスペシャル・レフェリーとなったが、ビショフはRated-RKOに加担し、結果スティール・チェアー上にオートンのRKOを受けて敗北。サバイバー・シリーズではトリプルH、マイケルズ、ハーディー・ボーイズ、CMパンクからなるTeam D-Generation Xで、Team Rated-RKOとの伝統の5対5エリミネーション・マッチに挑み史上初のスイープを達成した。しかし年明けのニュー・イヤーズ・レボリューションにて、Rated-RKOとの世界タッグ王座戦中に今度は2001年とは逆の右脚の大腿四頭筋を断裂する重傷を負ってしまい以降長期欠場に入る（状況を判断したマイケルズの判断で試合はノーコンテスト）。

### 2007年 - 2010年
夏頃よりトリプルHの復帰告知が始まり、これにキング・ブッカーが反感を示すストーリーが組まれる。サマースラムにて『"King"の称号』を巡りトリプルH対キング・ブッカーの対戦が行われ、復帰を勝利で飾る。その後ウマガとの抗争ののちノー・マーシーの第1試合でランディ・オートンとのWWE王座戦に挑み勝利、2年半ぶりの王座を手にする。第4試合でのウマガとの試合では王座を防衛。しかし最終試合でのオートンとのラストマン・スタンディング形式での再戦に敗れ、わずか数時間で王座から転落する。
2008年、2月のノー・ウェイ・アウトのチェンバー戦に勝利し、WrestleMania XXIVではオートン、ジョン・シナとの3つ巴のWWE王座戦に挑むが勝利を逃す。翌日のRAWではリック・フレアーの引退式のプレゼンターを務めた。4月のバックラッシュにてオートン、シナ、JBLとのフェイタル4ウェイ・エリミネーション形式王座戦を制し12度目の王座を獲得。その後行われたドラフトによって2ブランド制以降初めてとなるスマックダウンへの移籍が決定。シナとのナイト・オブ・チャンピオンズでの防衛戦に勝利したため、WWE王座と共に移籍となる。
スマックダウン移籍以降は主にエッジなどと抗争。11月のサバイバー・シリーズではジェフ・ハーディー、ウラジミール・コズロフと三つ巴のWWE王座防衛戦の予定が、当日ジェフが何者かの襲撃に遭い病院へ搬送されたため試合開始から暫くコズロフとシングル戦で対決。しかし試合途中でヴィッキー・ゲレロが現れサマースラムにおいてジ・アンダーテイカーに火葬されて以降休養していたエッジを参戦。更に病院に搬送されたはずのジェフが乱入。そしてジェフがエッジに放ったイス攻撃がトリプルHに誤爆してしまい、そのままエッジにWWE王座を奪取された。アルマゲドンではエッジ、ジェフとの三つ巴のWWE王座戦で王座奪還を狙うも敗れ、ジェフが初載冠となる。
2009年に入り、ロイヤルランブルではレガシーの援護もあったランディ・オートンに優勝を奪われるが、その後のノー・ウェイ・アウトでエリミネーション・チェンバー・マッチで13度目の戴冠となるWWE王座を獲得。時を同じくしてマクマホン家と抗争中だったオートンがステファニー・マクマホンを攻撃するに及んで、ストーリー上では離婚したとされていたはずのステファニーとの夫婦関係が復活（当時のストーリーによくある過程無視）し、WrestleMania XXVでの対決を宣言、これに勝利し王座を防衛した。4月のドラフトでWWE王者のままRAWへ復帰。移籍後もオートンと抗争を続けるが4月26日のバックラッシュでのオートン＆レガシー対トリプルH＆バティスタ＆シェイン・マクマホンの変則WWE王座戦にてオートンのパントキックを受け王座陥落、休場に入る。その後6月に復帰、オートンにレガシーの介入で敗れてからは王座戦線から離れショーン・マイケルズとD-ジェネレーションXを再結成、レガシーのテッド・デビアスJrとコーディ・ローデスにターゲットを変更する。この抗争はヘル・イン・ア・セルで勝利し決着した。またこの頃DXグッズに身を包みDXの真似事をするホーンスワグルを煙たがっていたが最後には根負けしホーンスワグルをDXの公式マスコットとした。12月のTLC:テーブルズ・ラダーズ・アンド・チェアーズではクリス・ジェリコ&ビッグ・ショーに勝利し統一タッグ王座を獲得。
2010年、マイケルズがレッスルマニアでのジ・アンダーテイカーとの再戦に固執し始めたことでチームワークが乱れ始め、2月のRAWでは息が合わず、ミスを連発しタッグ王座を失う。その後マイケルズと揉めたもののすぐに和解しテイカーへの挑戦に理解を示した。エリミネーション・チェンバーではWWE王座奪回に挑むが敗れる。この試合でトリプルHにより敗退させられたシェイマスとの遺恨でWrestleMania XXVIで対決し勝利。翌日のRAWではテイカーに敗れ引退が決まったマイケルズのスピーチに現れ抱擁し、長年の親友を送り出した。その後4月のエクストリーム・ルールズでのシェイマスとの再戦にて頭部に5発のブローグ・キックを受けるなど猛襲に遭い長期離脱に入った（疲労、首の手術、古傷である腿の治療、映画の撮影、ステファニーの出産、将来の舞台裏やクリエイティブチーム本格参加のための勉強など多くの要因が絡んだ休場であり、サマースラムでの復帰も予定されていたようだが、ダニエル・ブライアンにポジションを譲り復帰は延期となったようである）。
10月30日のRAW、SD共催"Fan Appreciation Day"では、一夜限りで復活。アルベルト・デル・リオを襲い自身の存在を見せつけた。その後も基本的にバックステージでの仕事に奔走し、ショーへの復帰はしないまま年を越した。

### 2011年
2011年2月21日のRAWにて「2.21.11」プロモーションを行い大々的に復帰したジ・アンダーテイカーの入場直後に突然登場し電撃復帰を果たす。そのままテイカーと対峙しレッスルマニアでテイカーの連勝記録への挑戦が決定した。翌週には長期離脱の原因となったシェイマスを実況席貫通のペディグリーでKOし執拗な復讐を遂げた。WrestleMania XXVIIでのテイカーとの一騎討ちでは客席からブーイングが起こるほどの激しい攻めでテイカーを攻めるものの、最後はヘルズ・ゲートの前にたまらずギブアップしてしまい、連勝記録を止めることはできなかった。
4月26日、WWEの新ブランド戦略の一環として発足したタレント開発部門の統括に就任した。
7月18日のRAWにてビンス・マクマホンの不信任案が役員会で可決されたことをビンスに告げ、その場でビンスのCEO解任を言い渡した。この役員会の決定ストーリーにより後任のチェアマンに就任し、翌週からはCOOとして番組に登場し権力を振るうこととなった。
8月のサマースラムのメインイベントにてパンク対ジョン・シナのWWEヘビー級統一戦のレフェリーを務め、疑惑のジャッジでパンクを勝利に導いたが、ケビン・ナッシュが乱入しパンクを襲撃、さらにアルベルト・デル・リオのマネー権行使によるWWEヘビー級ベルトの脱取劇が起こり、自分に恥をかかせるためにすべてをトリプルHが仕組んだと主張するパンクと抗争が激化。トリプルHが敗北したらCOO辞任を条件にパンクと対決することとなる。
また、9月5日のRAWにてサマースラムラストで不可解な介入行為を行ったケビン・ナッシュを一方的に解雇すると通告した。
9月18日のPPV大会「ナイトオブチャンピオンズ」にてノーDQ戦（反則裁定なし）でパンクと対決。この試合にもケビン・ナッシュが乱入。最終的にナッシュがパンクをジャックナイフ（パワーボム）でダメージを与えたところを利用して勝利を奪いCOOの座を守った。
その後、ロウリネイティス副社長側の行った様々な行為に対していらだちを募らせ、自身が現場責任者就任時に否定したビンスのやり方そのままにミズとR-トゥルースに一方的な解雇通告を行い、PPV「ヘル・イン・ア・セル」興行中に乱入して来た2人に制裁行為を行ったことをきっかけに現場スタッフ（スター・レフェリー・TV実況チーム）からの人望を失い最終的にストライキを決行される。
10月10日、RAWにてストライキに参加しなかったシナ、パンク、シェイマスの協力を得て4人で番組を進行させていたところにビンスが現れ、「取締役会の決定によりトリプルHを更迭すると決めた」と告げられ、現場責任者とRAWのGM代行の任を解かれた。
権力者のポジションから離れ、ロウリネイティス新GM代行一派との抗争。タッグ戦でケビン・ナッシュと対決も担架で運ばれてしまう。トリプルHはナッシュと1対1での決着戦を要求。12月18日のPPV大会「TLC」にてスレッジハンマー・ラダーマッチで対決し、勝利を奪った。
2011年は過去に比べて明らかに試合数が激減しており、前述のテイカー戦を含め年内に行なった試合はわずか4試合だった。

### 2012年
2012年1月30日、RAWにてジョン・ロウリネイティスGM代行をWWEのCOOとして査定することとなる。しかし、査定結果を告げようとしたところでジ・アンダーテイカーが現れ、トリプルHに首をかき切るポーズでアピールして、レッスルマニア28でのリマッチ要求をした。2月13日、RAWに、HBK・ショーン・マイケルズが登場しアンダーテイカーとのリマッチを強く要望。しかし"COO"トリプルHは「もう一度闘えば自分が勝つそれはわかっているが、アンダーテイカーというブランドを終わらせてしまうこととなり会社にとってのデメリットが大きい。」と返答しリマッチを拒否。2月20日、改めてリング上でアンダーテイカーと対面。アンダーテイカーの様々なマイクアピールにノーを突きつけ引き上げようとしたところでアンダーテイカーに「ショーン・マイケルズができなかった（アンダーテイカーのレッスルマニア連勝記録をストップさせる）ことを自分もできないと思っている。お前はずっとショーンの後ろを歩いてきた」の言葉を聞くと冷静な表情から一変し闘争心をむき出しにしてリマッチを受託した。3月5日、ショーン・マイケルズとのマイク合戦にてアンダーテイカーとのリマッチを受託したやり取りの「お前はショーンの格下」の部分にトリプルHが過剰反応した点を巡り微妙な空気が漂わせたが、最終的にショーン・マイケルズがレッスルマニア28で特別レフェリーを務めると宣言した。4月1日、レッスルマニア28にて「End of an era」と銘付けられたヘル・イン・ア・セル形式のアンダーテイカー戦に出場。テイカーを何度もあと一歩のところまで追い詰めたが、激戦の末にツームストーン・パイルドライバーに屈した。試合後、自力で立ち上がることができなかったトリプルHをアンダーテイカーとショーン・マイケルズが両脇を抱え抱擁し合うように退場した。
その後RAWとスマックダウンの両GMとなったジョン・ロウリネイティスがブロック・レスナーと無茶な契約をしたことで、レスナーと抗争、サマースラムにて決着をつけようとしたが、キムラ・ロックを受け惜敗した。また、それに前後して、RAW1000回記念放送ではD-ジェネレーションXとしても登場している。
その後、12月のスラミー賞では久々に登場し、プレゼンターとなった。

### 2013年
ポール・ヘイマンの策略により、自身のキャリアを賭けることになったレッスルマニア29のノー・ホールズ・バード・マッチでブロック・レスナーと戦い勝利する。
続くエクストリーム・ルールズでの金網戦では惜敗、大ダメージを受けた翌RAWにて、カーティス・アクセルとの対戦中に体調不良を起こし、試合は中断された。その後、HHHの体を心配し試合をさせまいとするマクマホン会長と食い違いが起き、3か月ほど権力者同士としての抗争をバックステージなどで繰り広げた。しかし、レフェリーとして参加したサマースラム2013のラストで、WWE王座戦に勝利したダニエル・ブライアンを沈め、マネーの権利を持つランディ・オートンに王座を奪わせることでヒールターンし、ビンス会長やオートンと結託。オーソリティーと呼称される派閥を指揮しブライアンを叩き潰すべく抗争を開始した。
PPVWWEナイト・オブ・チャンピオンズのオートン対ブライアンのWWEヘビー級戦の結果（ブライアンの勝利）をレフェリーとブライアンの共謀による反則として王座移動を取り消しにしたり、PPVWWEヘル・イン・ア・セルでは試合に直接介入するなどあらゆる手を使いブライアンに王座を取らせないように行動した。
また、ビック・ショーとのスター契約をちらつかせたストーリーを展開したり、オートンの持つWWE・世界ヘビー級王座とジョン・シナの持つ世界ヘビー級王者の2つの王座の統一ストーリーなどに関わった。

### 2014年
ダニエル・ブライアンとの抗争は一時の空白期間を経てロイヤルランブル明けから再開。ブライアンは2014年2月24日のRAWにて、レッスルマニア30でのHHHとの対戦を迫るが、HHHは対戦を拒否。しかし3月10日のRAWにてリングを占拠したブライアンが改めてHHHに対戦を迫った上「自分が勝ったらメインイベントのWWE世界ヘビー級戦（その時点ではオートン対バティスタ）に加われる権利を得られるように変更」するよう要求。観客のYesチャントの後押しで引っ込みがつかなくなり、翌17日のRAWでWM30でのHHH対ブライアン戦と、メインイベントのWWE王座戦に自分達の試合の勝者が加わる「WWE世界ヘビー級戦トリプルスレットマッチ」とすることへの変更を決定させることとなった。この日は他にもステファニー夫人との夫婦の意見の行き違いを装った騙し打ちでブライアンに報復したり、オートンとバティスタに対し、ブライアン戦で自分が勝ちトリプルスレット戦に自分が加わってやる、と声を荒らげて宣言するなど、WM30に向けて激しくアピールした。
4月6日のWM30にて、激闘の末ブライアンに敗戦した。

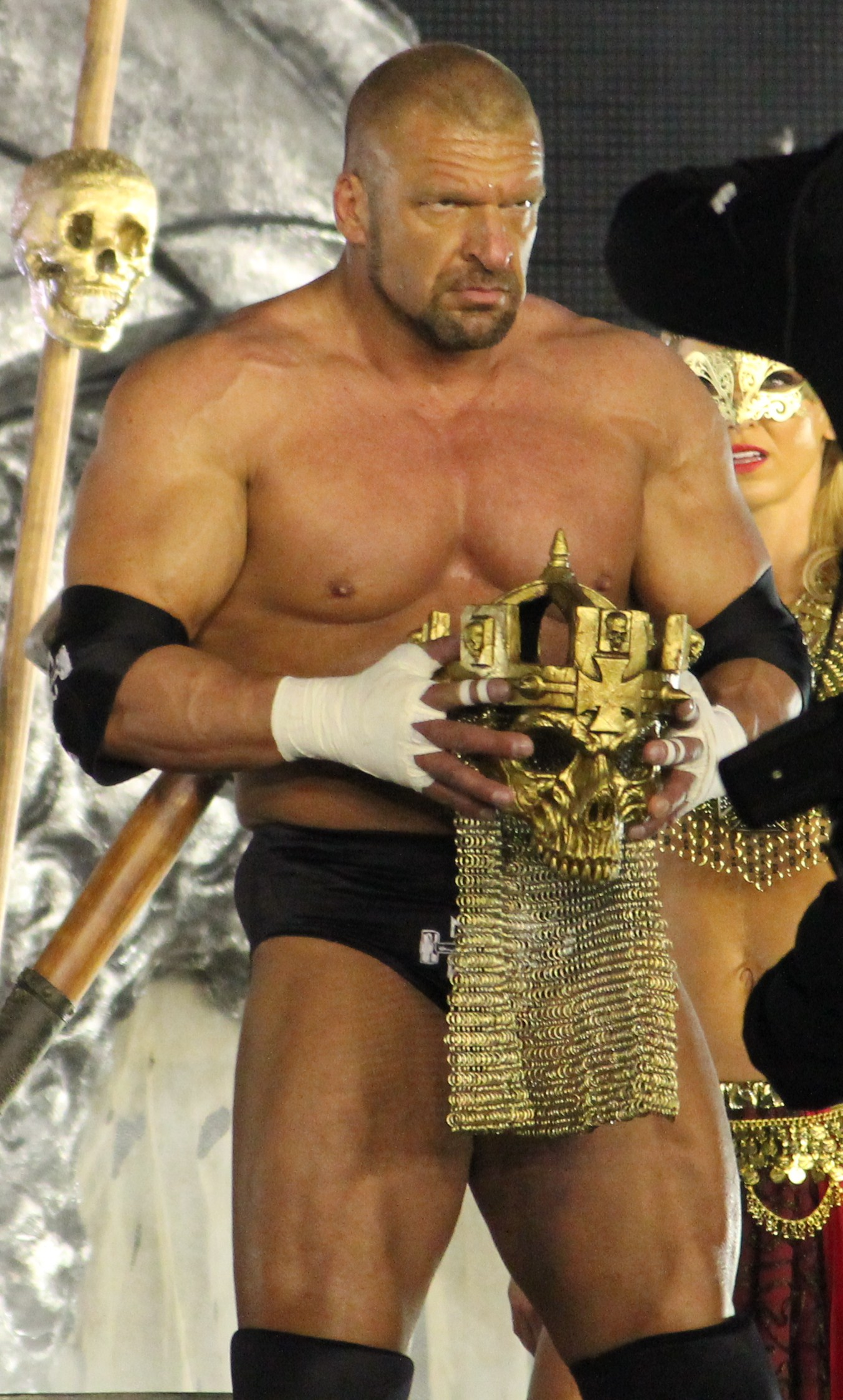
レッスルマニア30より

その後メインのWWE王座戦に介入を試みたが、妻やレフェリーのスコット・アームストロング（去年9月の王座戦でブライアンの王座奪取→翌日の剥奪の際、共謀行為を行ったとされる人物）もろともけちらされた。翌日のRAWではオープニングでその日のメインでのHHH対ブライアンのWWE王座戦を一方的に決め試合前にブライアンをオートン、バティスタ、ケインらに襲撃させ袋叩きにした上で、権力を行使しその場でWWE王座戦を強行開始させ王座を奪い取ろうとしたがシールドが登場し阻止された。
シールドが完全に自分達と敵対する道を選んだため、シールドを叩き潰すべく、オートンやバティスタとエボリューションを再結成した。RAWとスマックダウンでは権力を振りかざしたヒール勢の掌握で抗争を有利に進めたが、PPV戦での3対3での決戦では連敗。6月のPPVペイバックの翌日のRAWでは自身に刃向かいWWE王座戦を要求したバティスタと衝突、バティスタは会場から立ち去り組織を離脱。しかし同日にシールドとの試合前にHHHが「次のプランを実行する」と口にするとセス・ロリンズがシールドを裏切り、組織に寝返った。
その後も自らの提唱するWWEの利益のため様々な策を講じていたが、ビンス会長がサバイバーシリーズでチームシナとチームーオーソリティーの敗者チームにリスクを背負わせると発表。SVSでチームが負けた場合HHHとステファニーは権力を失うということが決まり、当日あらゆる手段を使い組織を勝利させようとしたがスティングが現れシナ達に協力、組織は敗れ権力を失いしばらくRAWなどの表舞台から姿を消したが、12月最後のRAWで非合法的やり取りで権力を奪い返し表舞台に復帰。

### 2015年
1月19日のRAWで、シナ対セス・ロリンズ、ビッグ・ショー、ケインのハンデ戦を組みシナからWWE王座挑戦権を奪い取ろうとしたが、またしてもスティングが現れシナの勝利に貢献した。このことを期にスティングとの抗争を本格的に開始した。
3月29日、WrestleMania 31にてスティングと遺恨戦を行う（ノーDQ=反則裁定なし）。中盤まで一進一退の攻防が繰り広げられ、D-ジェネレーションXのメンバーが駆けつけるが迎撃され、さらにnWo（ホーガン & ナッシュ & ホール）の登場により劣勢となるが、終盤に援護に駆け付けたショーン・マイケルズがスコーピオン・デス・ロックを極めるスティングにスウィート・チン・ミュージックを決めてHHHを救出、最後は互いの最終手段のスレッジハンマーと黒バットの攻防になり、これを制して勝利した。試合後にはスティングと握手を交わした。

### 2016年
1月24日、Royal Rumble 2016にてロイヤルランブルマッチ形式のWWE世界ヘビー級王座戦に最終出場者である30番手として出場。ロマン・レインズと対峙して口論を展開。ドルフ・ジグラーからフェイマサーを喰らうが、立ち上がってから走ってきたジグラーの勢いを利用して落とし、シェイマスへスーパーマンパンチを放ち落としたレインズを背後から襲い落とす。最後にディーン・アンブローズと一騎討ちとなりロープ外で窮地に立たされるが勢いをつけて走り込んできたアンブローズの顔面へカウンターの膝蹴りを与えると抱え上げて落とし優勝。WWE世界ヘビー級王座を戴冠した。その後レッスルマニア32にてレインズと対戦し失冠した。

### 2017-2018年
翌2017年、オーソリティー時代の因縁のあるセス・ロリンズと抗争、レッスルマニア33での非公式試合で敗れた。
その後はサバイバー・シリーズへ向けてのRAW対SMACKDOWNの抗争でRAWのGMカート・アングルに追従する形で5vs5のエリミネーション・マッチに参戦。すると試合終盤にアングルを裏切り敗退させた。
二人の対立は妻ステファニーとWWEデビューを果たしたロンダ・ラウジーを巻き込み、翌2018年のレッスルマニア34にてタッグマッチで対戦するもアングル・ラウジー組に敗れた。
その後10月、スーパーショーダウンにてジ・アンダーテイカーとの"最後の対戦"と銘打たれた試合を行い勝利。ケイン、ショーン・マイケルズと四人で讃えあったが、直後テイカー・ケインによりマイケルズ共々襲撃された。これを受け11月のクラウン・ジュエルにて8年ぶりの試合復帰となったマイケルズとDXを再結成し、破壊兄弟と対決し勝利した。

### 2019年
4月6日、D-ジェネレーションXとして、ショーン･マイケルズ、チャイナ、X-パック、ロード･ドッグ、ビリー･ガンと共にWWE殿堂に迎えられた。
翌日のレッスルマニア35ではエボリューション時代からの因縁あるバティスタと引退をかけた試合に勝利。これがバティスタの引退試合となった。
その後6月28日・29日の日本・両国国技館でのWWEライブイベントに参戦。28日にはAJスタイルズ、カール・アンダーソン、ルーク・ギャローズのザ・クラブとタッグを組み勝利し、too sweetポーズを披露した。29日には中邑真輔とタッグを組みボビー・ルード&サモア・ジョー組に勝利した。トリプルHの日本での試合は2008年以来となり、その後また日本で試合をしたいとも語っていたものの、結果的に正式な試合としてはこれが引退試合となっている。

### 2020年-引退
2021年1月11日、コロナ禍で無観客のRAWにて、ランディ・オートンと対戦。試合同然に入場曲での入場も行ったが、レフェリーが不在のため厳密には乱闘ともいえるがこれを引退試合としているメディアもある。試合自体はアレクサ・ブリスの乱入でノーコンテストとなった。
その後9月に"遺伝的な心疾患"によって入院し手術したことが発表された 。NXTのプロデューサーの立場なども一時的に休養し、療養に専念。
2022年3月、ESPNの番組「First Take」でのインタビューにて、前年の心疾患について、きっかけは重度のウイルス性肺炎で、一時は心機能が12パーセントまで低下し心不全との診断を受け、除細動器を挿入されていることも明かした。これに伴い選手としての引退を宣言した。7月にはWWEタレント部門の責任者に復帰し、9月には最高コンテンツ責任者に昇進した。

## バックステージ
DXの仲間であったチャイナとはプライベートで恋人同士であった。チャイナは2人が婚約していたと主張し、トリプルHがドラマ上で夫婦を演じていたステファニー・マクマホンが彼を奪ったのだと非難したが、実際には、トリプルHとチャイナは2000年には既に破局を迎えていた（2000年出版のチャイナの自伝「If They Only Knew」にトリプルHとの破局が既に書かれている）。ステファニーとトリプルHが現実に恋愛関係に発展したのは2001年以後である。ストーリー上で2002年に離婚したステファニーと実際に2003年秋に結婚。マクマホン・ファミリーの一員となったことで、WWE幹部としてプロデューサーも務め、会社内の発言力を持つようになった。
スマックダウンのジ・アンダーテイカー同様、RAWのバックステージではボス格（選手会長的な立場）として知られていた。
自分なりに長年構築してきた独自のプロ意識を持っていることで知られる。リアリティ企画のタフイナフにおいて自身の業界への愛情を候補生たちに熱く語っており、その番組内で部屋にビル・ゴールドバーグのポスターを貼った候補生とゴールドバーグについて「この業界は楽じゃない。腹が痛かろうが、爪が痛かろうが絶対にリングに上がらなくてはいけないんだ。トップレスラーでありながら三か月休む時間が必要だ、ストーリーラインが気に入らないからTVショーにも出ないなんてことを平気で言う奴を尊敬する奴はこの団体にはいらない」と今なお彼を執拗に非難している描写があった。

## 得意技

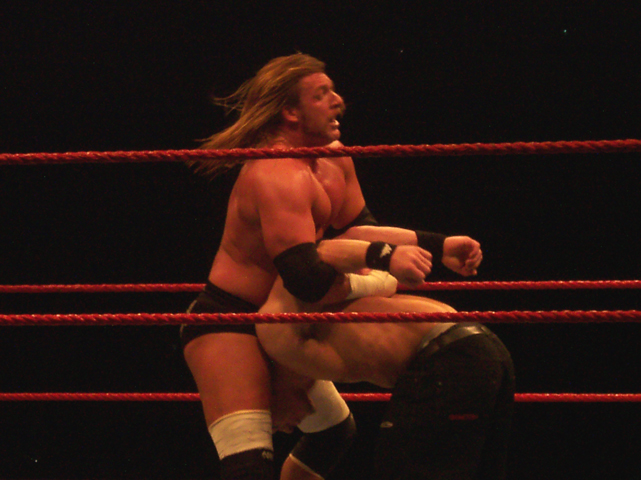
ペディグリー

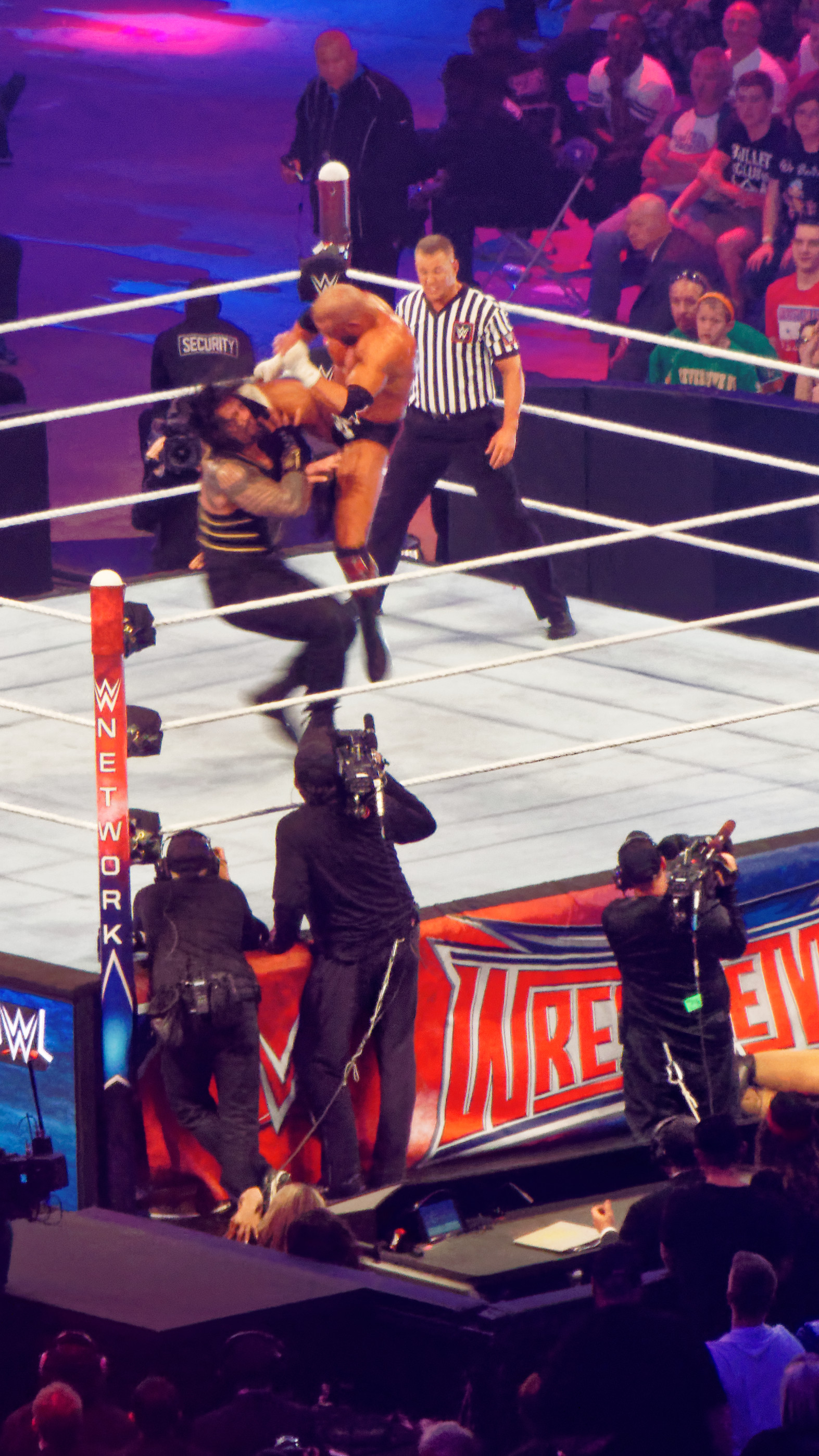
ジャンピング・ハイ・ニー

### フィニッシュホールド
ペディグリー (Pedigree)
トリプルHのオリジナル技であり、代表的なフィニッシュ・ホールド。ダブルアーム・スープレックスの状態からやや後方に小さくジャンプして膝で着地し、自分の股に挟んで固定している相手の顔及び体の全面をマットに叩きつけるダブルアーム式のフェイスバスター。本人曰く、ダブルアーム・スープレックスの練習中にすっぽ抜けて相手を顔面から落としてしまったアクシデントが着想のきっかけとのこと。使い始めた頃は相手の腕をロックしたまま落とすパイルドライバー形式を使っていたが、受け手への配慮に欠けているために改良が加えられ、現在は着地寸前に腕のロックを外し双方に衝撃が少ないフェイスバスター形式のものを使っている。
ダイヤモンド・カッター (Pedigree Pandemonium / Pedigree Perfection) – 1995
デビュー間もない頃に使用。

### 打撃技
エルボー
エルボー・スタンプ
バックハンド・チョップ
ナックルパート
連発右パンチ
現在は使用していないが、2006年のDX復活直後に多用されていた技。右のジャブパンチを、徐々にスピードを上げつつ連発し、最後は大きく振りかぶった一撃で殴り倒す魅せ技。
ヘッドロック・パンチ
相手をヘッドロックを極めながら相手の頭頂部へ連続パンチを繰り出す。
チョップ・ブロック
師匠であるリック・フレアーから借用。足4の字固めに移行するまでの足攻めで使用する技で、相手の背後から勢いを付けて膝裏の辺りにエルボーないしクローズラインを当て、相手の足にダメージを与える技。現在でも多用される。
クローズライン
ジャンピング・ハイ・ニー
試合では必ずといってよいほど多用され、自ら仕掛けるだけでなく、カウンターとしても行われる。彼の場合真正面に打つのではなく、体を横に流して膝の外側を当てる感じで放つ。実況のジム・ロスは『ハーリー・レイスばりのハイ・ニー』と形容していた。
ニー・ドロップ
尊敬するリック・フレアー同様のモーション。
フェイスバスター・ニー・スマッシュ
ロープに振られて帰って来た時に、ショルダースルーを狙って待ち構えている前屈状態で待つ相手に対し、顔面に右膝を押し当て、小さくジャンプして右膝に顔面を打ち付ける変形のフェイスクラッシャー。この技からペディグリーに繋ぐのが必勝パターン。

### 投げ技
スープレックス
バーティカル・スープレックス
HHHの場合は、フレアー等の技巧派レスラーが多く使用した滞空式を使用する。
スーパープレックス
ローリング・スパイン・バスター
体を横に半回転しつつスパイン・バスターを繰り出す。全盛期は弧を描きながら放つ場合が多かった。またこの技を使うと「ダブルAばりのスパイン・バスター!」という表現が使われる。
DDT
ネックブリーカー
相手の技を回避し、お互いに背を向けた状態から、首を掴み落とす。最近は相手の髪を掴んで倒すだけの場合が多く、対戦相手が重量級の場合は連発する

### 関節技
足4の字固め
ヒール時には、ロープを掴んで体重をかける等の反則を繰り出す。
スリーパー・ホールド
主にカウンター技として使う。
クロスフェイス
ヒール時には、ロープを掴んで体重をかける等の反則を繰り出す。
インディアン・デスロック
WCW所属時代、この技をフィニッシャーとして使用。
レッスルマニア19や24等、現在でもごく稀に使用された。
鎌固め
滅多に使用しないが、No Mercy 2000での対クリス・ベノワ戦のようにリバース・インディアン・デスロックから鎌固めに移行する使い方をする。
アブドミナル・ストレッチ
シャープシューター

### 反則技
ロー・ブロー
急所攻撃。
反則：スレッジハンマー
ピンチ時や乱入時、ヘル・イン・ア・セル戦などでリング下から取り出して使用するトリプルH最大の武器。凶器なので行為自体が反則である。相手によっては反則が認められていない試合形式でも使用する場合がある。王座がかかった試合では「チャンピオンが反則負けとなった場合は王座は移動しない」というルールを逆手に取り、王座防衛のために故意にスレッジハンマーで攻撃し、反則負けになることがある。スレッジハンマーで相手を殴るときは、右手で柄を持ち、左手で金属製のハンマー頭部をカバーするように握り、自身の左手ごしに突くように攻撃するなど、安全性に配慮している。しかし、両手で柄を持ち金属製のハンマー頭部で振りかぶって殴りつけた例も数は少ないが存在する。

## 獲得タイトル
WWF / WWE

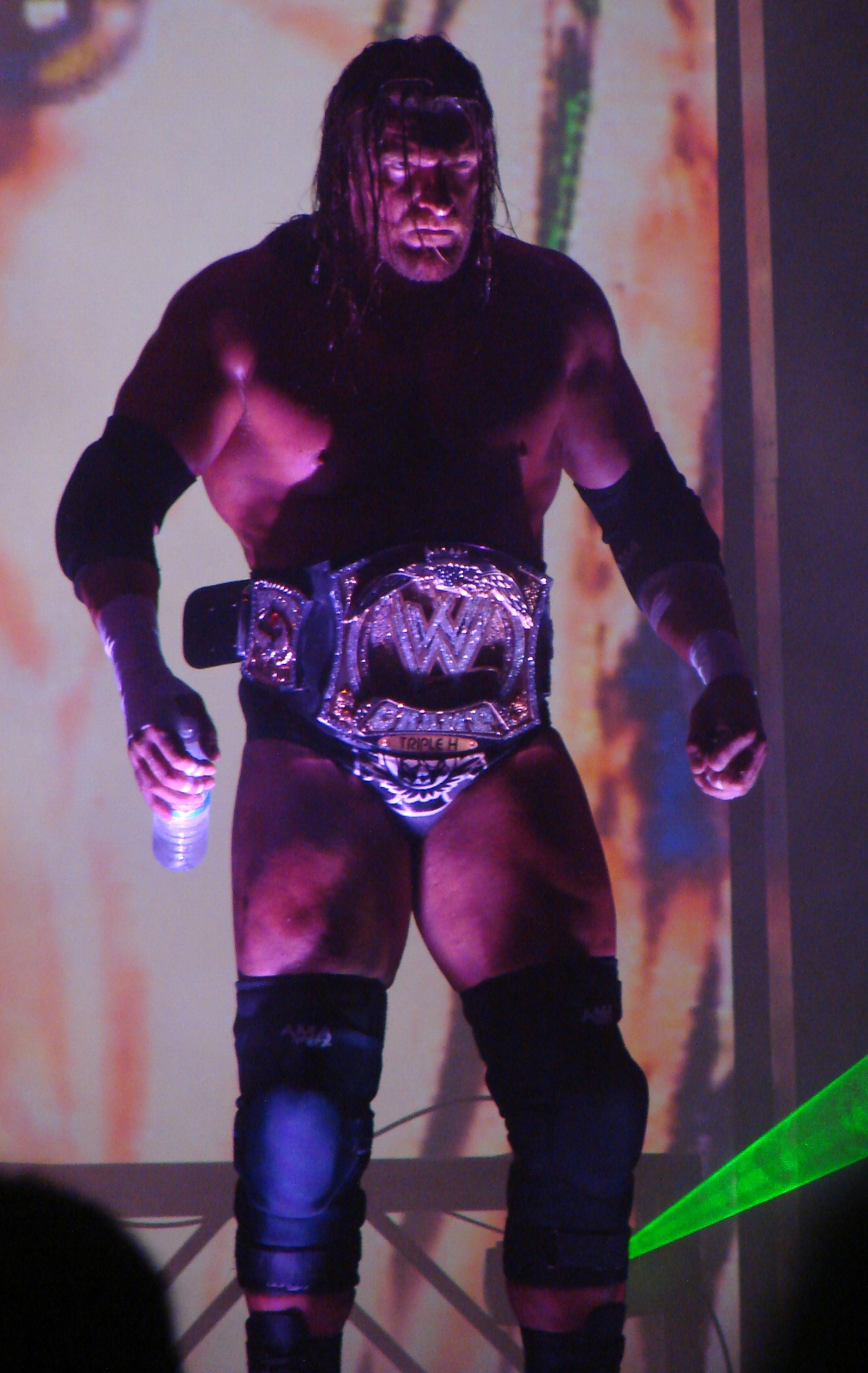
WWE王者時のトリプルH（2008年）

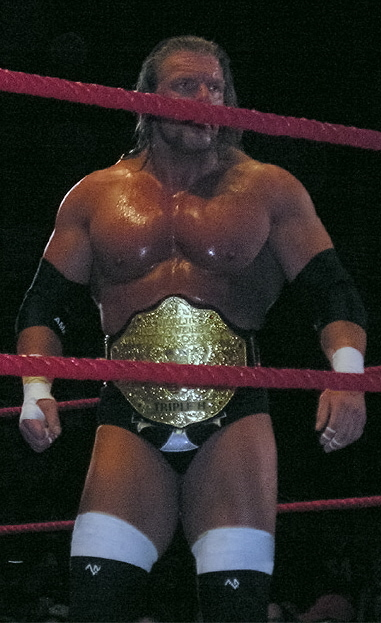
世界ヘビー級王座

- WWF王座 / WWE統一王座 / WWE王座 / WWE世界ヘビー級王座：9回
- 世界ヘビー級王座：5回
- WWE IC王座：5回
- WWE・ヨーロピアン王座：2回
- WWF/世界タッグ王座：2回（w / ストーン・コールド・スティーブ・オースチン、ショーン・マイケルズ）
- WWEタッグ王座：1回（w / ショーン・マイケルズ）
- キング・オブ・ザ・リング優勝：1997年
- ロイヤルランブル優勝：2002年、2016年
- トリプルクラウン達成：2001年
- グランドスラム達成：2001年
- WWE殿堂：2019年（D-ジェネレーションXとして）[10]

IWF
- IWFヘビー級王座：1回
- IWFタッグ王座：1回（w / ペリー・サターン）

## その他
- 2000年、2009年、PWI500（ProWrestlingIllustrated誌が選ぶプロレスラーベスト500）で1位に選出。
- 2001年、タッグ王座獲得を以て、ショーン・マイケルズに次ぐ二人目のグランドスラム（ヘビー級関連王座全制覇（WWFヨーロピアン王座、WWF IC王座、WWF王座、WWFタッグ王座））を達成。
- 2003年、初来日。
- 2004年、ビリー・グラハム("Superstar" Billy Graham)のWWE殿堂入りに際し、盾を授与するプレゼンターを務めた。
- 2004年12月8日、初出演映画「Blade Trinity（邦題「ブレイド3」）」が 全米公開。
  - DVD・VHS日本語版の吹き替えは蝶野正洋（新日本・当時）が担当。
- 2004年末、初の自著 Making of the Game 発売。
- 2009年に日本武道館大会（7月7日〜8日）のプロモーションで来日。その際に「MTV Video Music Awards Japan」にゲスト出演して「最優秀映画ビデオ賞」のプレゼンターを務めた。
- 2011年2月14日、初主演映画「The Chaperone」公開。銀行強盗による服役を終えたムショ帰りの父親役。心を入れ替えて、10代の娘との絆を取り戻すファミリーコメディ。

## 特記事項
- 入場時に行う「ペットボトルの水を口に含み、頭上に吹き出す」行為を、トリプルH自身は "spritz" と呼んでいる。
- 入場時に「コネチカット州グリニッチ出身」とコールされるのは、似非貴族ギミック時代の名残。
- ショーン・マイケルズ、ケビン・ナッシュ、スコット・ホール、ショーン・ウォルトマン（1-2-3キッド、Xパック）とは団体の垣根を超えた親友の間柄にあり、正式なユニットではないが「KLIQ」（クリック）と呼ばれた。
- トリプルHは長年、イギリスのロックバンド「モーターヘッド（Motörhead）」のファンであり、彼の入場テーマ“The Game”、エヴォリューションのテーマ“Line in the Sand”、そして“King of Kings”はこのバンドの曲である。
- 某誌のインタビューで、AWAの帝王であったニック・ボックウィンクルのスタイルをモチーフにしていると語っていた。
- （出演CMで示されたデータによれば）、腕周り56cm、腿周り71cm、胸囲142cm、胴回り89cmとされている。
- ハーストはウィリアム・ランドルフ・ハースト、ヘルムスリーはレオナ・ヘルムズリーのアメリカで最も嫌われているとされる資産家両名から拝借したもの。ハンターには利を漁る者という意味がある。
- 体格を誇るとされている割には力技が不得意である印象をアメリカ、日本のファンを問わず持たれている。腕に故障を抱えていること、年齢的な衰えもあり対戦相手をリフトアップすることがベビー時・ヒール時を問わず滅多にない。またフレアーのスタイルから取り入れた技が非常に多いため、彼の真似をしているだけだという意見もあるが、彼の後継を自称するに値する模倣力を魅せている。
- 大きな鷲鼻が特徴で、カート・アングルとの抗争時にはカートが大きな着け鼻を着用して挑発したこともある。
- 武藤敬司の熱狂的ファンとしても知られている。

## 入場曲
- Blue Blood
- Harpshichord
- 交響曲第九番（合唱付き）
- Break It Down (The DX Band)
- Corporate Player
- My Time (The DX Band)
- Higher Brain Pattern

My Timeのインストルメンタル版
- The Game (Motörhead)- 現在使用中
- The Game (Drowning Pool)
- Evolve
- Line in the Sand (Motörhead)
- King of Kings (Motörhead) - 現在使用中